# 駿河屋魚躍
駿河屋 魚躍（するがや ぎょやく、生没年不詳）は、江戸時代中期の吉原遊廓の引手茶屋「駿河屋」の主人。通称は市右衛門、別号に葦原守中（葦原駿）。

## 概要
新吉原仲之町の引手茶屋七軒の第一に数えられた大店「駿河屋」を経営した。出版人として著名な蔦屋重三郎は甥にあたるという。安永3年（1774年）には蔦屋重三郎が出版業を開始しているが、この草創期からこれを支援した。安永5年（1776年）春、蔦屋重三郎を版元とする読本『青楼奇事 烟花清談』5巻を出版。安永3年（1774年）蔦屋が出版業を始めた段階で既に構想があったようである。その後も蔦屋は「吉原細見」を始めとして吉原関連の出版物を多く世に出している。
『烟花清談』を執筆したことからもわかる通り、魚躍には文芸趣味があり俳諧・狂歌をよくした。駿河屋では客人を招いて俳諧の席が設けられており、佐藤晩得（朝四）や初代中村富十郎（慶子）らと交流があった。狂歌では「しら露の 玉を穂末に むすへるハ 秋のきつねの 尾花とそみる」が『万載狂歌集』に入集している。

## 『烟花清談』
安永5年（1776年）春刊行。版元・耕書堂（蔦屋重三郎）、画工・鈴木隣松。半紙本、5巻5冊。国立国会図書館、京都大学、東京都立中央図書館加賀文庫、西尾市岩瀬文庫が所蔵。諸本の違いはほとんどないが、京大本が最も古態であると考えられる。
駿河屋魚躍が「葦原駿守中」の名で執筆した吉原遊廓の逸話短編集である。本文は「今は昔…」で切り出す『今昔物語集』『宇治拾遺物語』に倣っており、特に後者の影響が序文に見られる。内容は他書に見られる逸話もあるが、新出の話題も見られ、魚躍自身の追憶や創作を記したものともみえる。「○○屋だれそれ…」と題されるように遊女の話が過半を占めるが、太客や遊女以外の吉原市民を題材にした話題も見られる。同年刊行された『雨月物語』を始め当時流行していた怪談物の影響も少なからず見えており、幽霊や怪事を扱った逸話も散見される。魚躍本人による序文の頭には、「よの中は 山の奥こそ 栖能けれ 草樹は人の とかを云ねは」という、当麻曼荼羅伝説で知られる中将姫が詠んだとされる和歌を引いている。この和歌は当時一般に流通した略縁起を初見とするもので、当時江戸の知識庶民によく知られたものであり、衒学的な意図は感じられない。
水谷不倒は本作について、「読本中特殊的の作である」と評している。

### 内容
巻之一
序文
1. 山本やかつ山感身放鳥事（山本屋勝山 身を感じ鳥を放す事）
2. 三浦や薄くも愛猫災を遁し事 付其角発句（三浦屋薄雲 猫を愛し災を遁れし事／其角発句）
3. 山桐や音羽野狐に欲魅事 付狐女郎買狂言の権輿（山桐屋音羽 野狐に魅されんとする事／狐女郎買 狂言の権輿）
4. 角近江や千代里幽霊に似せて鴇母を欺し事（角近江屋千代里 幽霊に似せて鴇母を欺きし事）

巻之二
1. 大松や松かえ勇壮之事 付総角介六之実説（大松屋松が枝 勇壮の事／総角介六の実説）
2. 三浦や山路か客月見の事（三浦屋山路が客、月見の事）
3. 中万字や玉菊全盛の事 付灯籠の権輿 并河東追善廻向之事（中万字屋玉菊 全盛の事／灯籠の権輿／河東追善廻向の事）
4. 紀伊国や分左衛門強奢友を挫事 付英一蝶浅妻舟之事（紀伊國屋文左衛門 強奢友を挫く事／英一蝶浅妻舟の事）
5. 三浦や小紫貞操之事 付平井氏悪逆 并比翼塚及八重梅之事（三浦屋小紫 貞操の事／平井氏悪逆／比翼塚及び八重梅の事）

巻之三
1. 山本や秋篠敵打の始末之事（山本屋秋篠 敵打ちの始末の事）

巻之四
1. 化物桐屋怪異之事（化物桐屋 怪異の事）
2. 万字や禿馴怪童遊事（万字屋禿 快童に馴れ遊ぶ事）
3. 茗荷や大岸以智防誹事（茗荷屋大岸 智を以て誹を防ぐ事）
4. 三浦や花鳥菱やかよひ路争全盛事（三浦屋花鳥 菱屋通路 全盛を争ふ事）
5. 奈良や茂左衛門欺友事（奈良屋茂左衛門 友を欺かす事）
6. 大上総屋常夏執念其巻か勇気之事（大上総屋常夏 執念、其巻が勇気の事）
7. 松屋八兵衛欺客之奪金事（松屋八兵衛 客を欺き金を奪ふ事）

巻之五
1. 女衒又七幽魂に契事（女衒又七 幽魂に契る事）
2. 厂金や采女貞操之事（雁金屋采女 貞操の事）
3. 角山口香久山瓜生野へ盃を贈事 付月見盃之権輿之事（角山口香久山 瓜生野へ盃を贈る事／月見盃の権輿の事）
4. 橋本や紅か横死之事 付雲中子因果を悟事（橋本屋紅が横死の事／雲中因果を悟る事）
5. 三浦や総角新造へ教訓の事（三浦屋総角 新造へ教訓の事）
6. 巴や薫弄金魚事（巴屋薫 金魚を弄ぶ事）

## 関連作品
- べらぼう〜蔦重栄華乃夢噺〜（2025年、NHK大河ドラマ） - 演：高橋克実 ※役名は駿河屋市右衛門